# Le Bébé de l'infidélité

Le Bébé de l'infidélité (Be My Baby) est un téléfilm américain réalisé par Bryce Olson et diffusé en 2006.

## Fiche technique
- Scénario : René Ashton, Chris Kennedy
- Durée : 94 min
- Pays :  États-Unis

## Distribution
- René Ashton (VF : Dominique Vallée) : Rylee
- Brody Hutzler (VF : Jérémy Prévost) : Jason
- Julia Duffy (VF : Martine Irzenski) : Doris
- Cris Judd : Brad
- Lacey Chabert (VF : Dorothée Pousséo) : Tiffany
- Josie Davis : Linda
- Tara Mercurio : Melissa
- Bru Muller : Rick
- Rance Howard : Zippy
- Jonathan Breck : l'inspecteur
- Sue Nelson : Danette

 Source et légende : version française (VF) sur RS Doublage